# Дробін
Дро́бін (пол. Drobin) — місто в центральній Польщі.
Належить до Плоцького повіту Мазовецького воєводства.

## Демографія
Демографічна структура станом на 31 березня 2011 року:
|          | Загалом | Допрацездатний вік | Працездатний вік | Постпрацездатний вік |
| -------- | ------- | ------------------ | ---------------- | -------------------- |
| Чоловіки | 1460    | 335                | 1016             | 109                  |
| Жінки    | 1544    | 305                | 932              | 307                  |
| Разом    | 3004    | 640                | 1948             | 416                  |